# Точка (альбом)
«Точка» — седьмой студийный альбом ска/панк-рок-группы «Ленинград», выпущенный компанией Gala Records в 2002 году. Материал альбома на 70 процентов представляет собой сборник песен (а точнее, их недоработанных набросков), украденных год назад пиратами прямо из студии и обнародованных в пиратском альбоме с пиратским же названием, оформлением и порядком песен. В интервью газете «Известия» Сергей Шнуров заявил, что «Пираты XXI века» были последней пластинкой, которую по контракту он был должен «Гала Рекордз», а следующую он «продаст за бешеные деньги».
Gala собрала всё говённое, что осталось от предыдущих альбомов, и почему-то назвала получившееся новым диском.Сергей Шнуров

Название альбома вызвало немало слухов и шумихи в области СМИ о том, что группа «Ленинград» прекращает своё существование. Прибавил слухов ещё и тот факт, что почти одновременно с альбомом «Точка» компания Мистерия звука выпустила в свет сольный альбом Сергея Шнурова под названием «Второй Магаданский…».
Песня «Money» вошла в саундтрек телесериала «Агентство НЛС».

## Список композиций
| №                   | Название                                                | Длительность |
| ------------------- | ------------------------------------------------------- | ------------ |
| 1.                  | «Money»                                                 | 3:13         |
| 2.                  | «Наркоман»                                              | 4:51         |
| 3.                  | «Злая пуля»                                             | 4:33         |
| 4.                  | «Dance»                                                 | 2:35         |
| 5.                  | «Никто не любит»                                        | 3:20         |
| 6.                  | «Полёт Шнура» (инструментал)                            | 2:28         |
| 7.                  | «Нужен гол»                                             | 4:22         |
| 8.                  | «Танго (Я так люблю тебя)»                              | 4:27         |
| 9.                  | «Однажды»                                               | 2:44         |
| 10.                 | «Где же ваши руки? (Шнур и Дискотека Авария)»           | 6:20         |
| 11.                 | «У тебя глаза как огонь» (бонус-трек в дорогом издании) | 3:08         |
| 12.                 | «Жизнь моя такая» (бонус-трек в дорогом издании)        | 3:48         |
| 13.                 | «Новый год 2000» (бонус-трек в дорогом издании)         | 3:05         |
| Общая длительность: | Общая длительность:                                     | 38:57        |

## Музыканты
- Сергей «Шнур» Шнуров — вокал, гитара, бас-гитара, автор текстов и музыки
- Дэн Калашник — гитара
- Константин «Лимон» Лимонов — гитара
- Роман «Ромэро» Фокин — саксофон
- Илья «Дракула» Ивашов — туба
- Александр «Сашко» Привалов — труба
- Василий «Кузнечик» Савин — тромбон
- Андрей «Дед» Кураев — бас-гитара
- Алексей «Микшер» Калинин — ударные, перкуссия
- Дмитрий «Антенна» Мельников — ударные
- Александр «Пузо» Попов — большой барабан, вокал
- Андрей «Антоненыч» Антоненко — аранжировки
- Григорий «Зонтик» Зонтов — саксофон
- Роман «Шухер» Парыгин — труба
- Михаил Гопак — тромбон
- Владислав «Владос» Александров — тромбон
- Денис «Кащей» Купцов — барабаны
- Денис «Дэнс» Можин — барабаны, звук
- Всеволод «Козацька Рада» Антонов — подпевки

## Критика
Альбом похож на жвачку — жевать можно долго и не без приятности, но как бы между делом. Если же пытаться вслушиваться, то складывается впечатление, что всё лепилось «с кондачка». А-а, и так сойдет. Никакой последовательности обнаружить не удалось. Если бы ещё вместо «Танго» было вставлено что-нибудь вроде «WWW», то можно было бы как-то разделить альбом на две половины (хоть и пришлось бы притягивать за уши), но разве об этом кто-нибудь думал?Старый Пионэр (Наш НеФормат)